# Públio Servílio Prisco
Públio Servílio Prisco (em latim:  Publius Servilius Priscus) foi um político da gente Servília nos primeiros anos da República Romana eleito cônsul em 463 a.C. com Lúcio Ebúcio Helva. Era filho de Espúrio Servílio Prisco, cônsul em 476 a.C., e neto de Públio Servílio Prisco Estruto, cônsul em 495 a.C..

## Consulado
Foi eleito em 463 a.C. com Lúcio Ebúcio Helva e, como ele, morreu no mesmo ano durante uma epidemia de peste que assolou Roma.
Foi somente pelo interesse maior pelo saque que pela conquista de Roma que volscos e équos não tomaram a cidade de Roma, cuja população foi dizimada pela epidemia.
| “ | Sem um líder e sem forças, a cidade despopulada foi protegida apenas pelo seus deuses tutelares e pela boa sorte, que inspirou nos volscos e équos um comportamento mais de ladrões que de inimigos. | ” |
|   | — Lívio, Ab Urbe Condita, III.7. |   |

| “ | Em Roma, o massacre não foi de menor proporção por causa da epidemia do que o de seus aliados pela espada. O único cônsul restante havia morrido. Da mesma forma estavam mortos outros famosos personagens, como os áugures Marco Valério e Tito Vergínio Tricosto Rutilo e o chefe das cúrias Sérvio Sulpício | ” |
|   | — Lívio, Ab Urbe Condita, III.7. |   |

Segundo Dionísio, os équos chegaram até as muralhas de Roma, mas encontrando-a bem protegida pela sua localização e seus muros, não sendo eles especialistas na arte do cerco, retiraram-se, preferindo saquear toda a região.